# Fermentación maloláctica

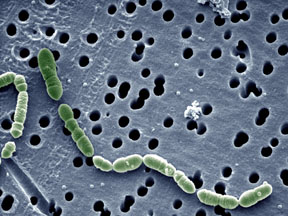
Oenococcus.

La fermentación maloláctica (a veces en la literatura aparece abreviadamente como fermentación ML, FML, o incluso como conversión maloláctica) es el proceso por el cual el ácido málico (presente en la pulpa de muchas frutas) se transforma químicamente en ácido láctico; por medio de bacterias de origen láctico existentes de forma natural en el entorno, o en el interior de la fruta misma. 
En el caso del proceso de vinificación, la fermentación maloláctica es objeto de interés. El principal efecto de la fermentación maloláctica en la elaboración de vinos es la reducción de la acidez (por regla general, con un pH menor que 3.5). En los vinos con mucha acidez, la fermentación maloláctica es deseable. Este proceso, si se controla, puede aumentar la calidad del vino (hoy en día es objeto de controversia), en especial en los vinos tintos, proporcionándole un sabor característico que «llena la boca». La conversión maloláctica se produce en otras bebidas fermentadas basadas en la fruta (siempre que posea cantidades razonables de a. málico) tales como la sidra (manzanas). 
El proceso de fermentación maloláctica no fue estudiado hasta después de Pasteur

## Proceso
La fermentación maloláctica se lleva a cabo en las frutas con gran presencia de ácido málico (Malum - manzana en latín). El sabor ácido de algunas frutas tiene su origen en la presencia de ácido málico (como por ejemplo las manzanas verdes, o la uva). La misión del ácido en estas frutas es la de proteger o defenderse del consumo de los depredadores de fruta. La fermentación maloláctica la realizan bacterias (al contrario de la fermentación alcohólica que la realizan levaduras). Las bacterias que lanzan este proceso maloláctico pertenecen al género Leuconostoc, siendo las más populares en ciertos procesos (como la vinicultura): Oenococcus oeni. La fermentación se produce gracias a las necesidades metabólicas de las bacterias que emplean el ácido málico en la generación de ATP. En el proceso requieren de nutrientes específicos, tales como la vitamina B, las purinas, piridinas, así como diversos aminoácidos. 
Una de las características más notables de estas bacterias lactobacillales es la incapacidad de sintetizar moléculas del grupo hemo y es por esta razón por la que se inhiben en presencia de oxígeno. Por el contrario, las bacterias lácticas son de las pocas dentro de su género capaces de crecer en entornos ácidos por debajo de un pH 5. Se alimentan del ácido málico (ácido dicarboxílico) y generan ácido láctico (un ácido monocarboxílico), el proceso es controlado por la enzima maloláctica. La reacción química maloláctica simplificada es:
HOOC-CH2-CHOH-COOH → CH3-CHOH-COOH + CO2
El efecto final de la fermentación es elevar el pH del entorno, haciendo que sea más alcalino: el ácido láctico es más débil que el málico. La reacción enzimática es compleja y necesita de otros compuestos que el ácido. La reacción libera al ambiente cantidades de CO2 en forma de gas.

## Fermentación maloláctica en el vino
La mayoría de los vinos tintos elaborados en el mundo han pasado por esta fermentación, bien sea de forma natural o artificial. La fermentación ML del vino es deseable en los vinos procedentes de regiones frías (son más ácidos), mientras que se evita en los vinos de regiones más cálidas (mayor pH). Se ha pensado beneficioso para los vinos tintos, pero de igual forma en la actualidad se empieza a pensar lo mismo para los vinos blancos. Los vinos ácidos poseen un carácter y potencia necesaria para soportar largos periodos de guarda y añejamiento en la barrica, con el fin de dar características especiales de notas lácteas (leche, queso, yogur, crema, mantequilla) así como de transformar la textura de cuerpo y densidad en el paladar. El ácido láctico está presente en estos ingredientes lácteos y forma parte esencial de los sabores ácidos de estos alimentos. 
A veces se inoculan las bacterias malolácticas en el vino de forma artificial con el objeto de provocar la fermentación. Un ejemplo de uso extensivo de este tipo de fermentación se encuentra en los vinos de Chardonnay procedentes de California. En algunos casos se procura evitar la fermentación en la botella (tal y como ocurre en los vinhos verdes de Portugal). Los vinos que han sufrido maceración carbónica pueden ver aumentado su sabor mediante la fermentación ML.
La fermentación maloláctica del Champagne es importante debido a la acidez de las uvas empleadas.

### Cata de vinos
Se tiene el consenso en las catas que la fermentación malo-láctica reduce la acidez en los vinos (acidez titulable). Reduce las  notas vegetales y refuerza el sabor afrutado (en especial de los vinos blancos). Según algunos autores, los vinos a los que se le ha favorecido la fermentación maloláctica poseen una mayor estabilidad bacteriana (influenciado por la subida del pH), así como una complejidad de sabores. También se han reportado cambios en el color, así como formación de aminas.

## Fermentación maloláctica en la sidra

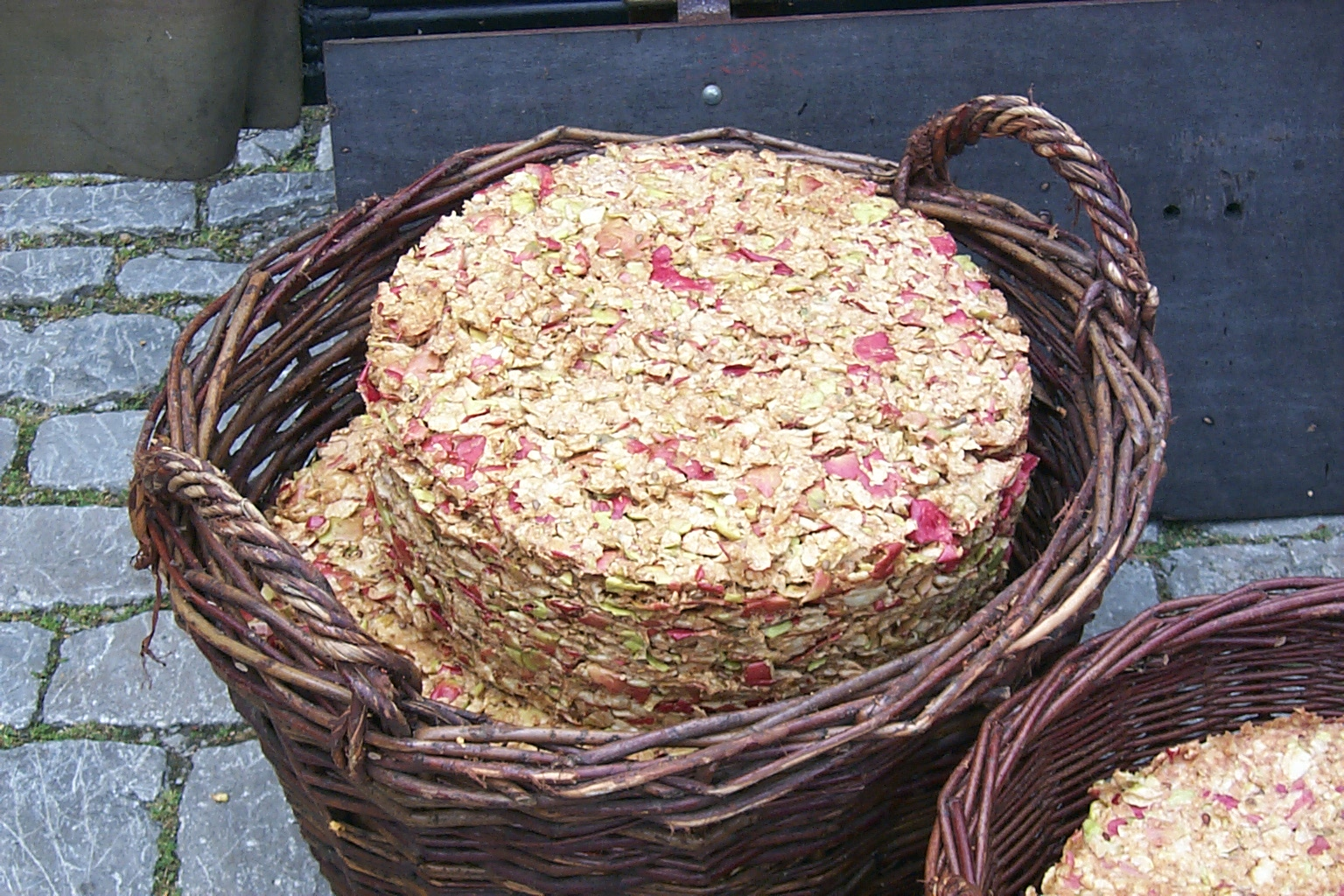
Manzanas prensadas tras la obtención del mosto de sidra.

El manzano (Malus domestica Borkh ) produce fruta con fuerte concentración de ácido málico. Es por esta razón por la que la elaboración de bebidas fermentadas como puede ser la sidra presenten también este proceso fermentativo. Al contrario de lo que ocurre en la vinificación, el sidrero no controla el desarrollo de la fermentación maloláctica y esta ocurre espontáneamente en los mostos junto con la fermentación alcohólica. En el caso de la sidra es fundamental este proceso maloláctico para establecer los sabores y al igual que en el vino, reduce la acidez final. Durante el proceso de sidrificación, preocupa a los elaboradores que el resultado de la fermentación ML acabe provocando ácido acético debido a la degradación de los azúcares, presentes en el medio, por parte de las bacterias malolácticas. (acetificación de la sidra).